# Kapuzinerkloster Imst

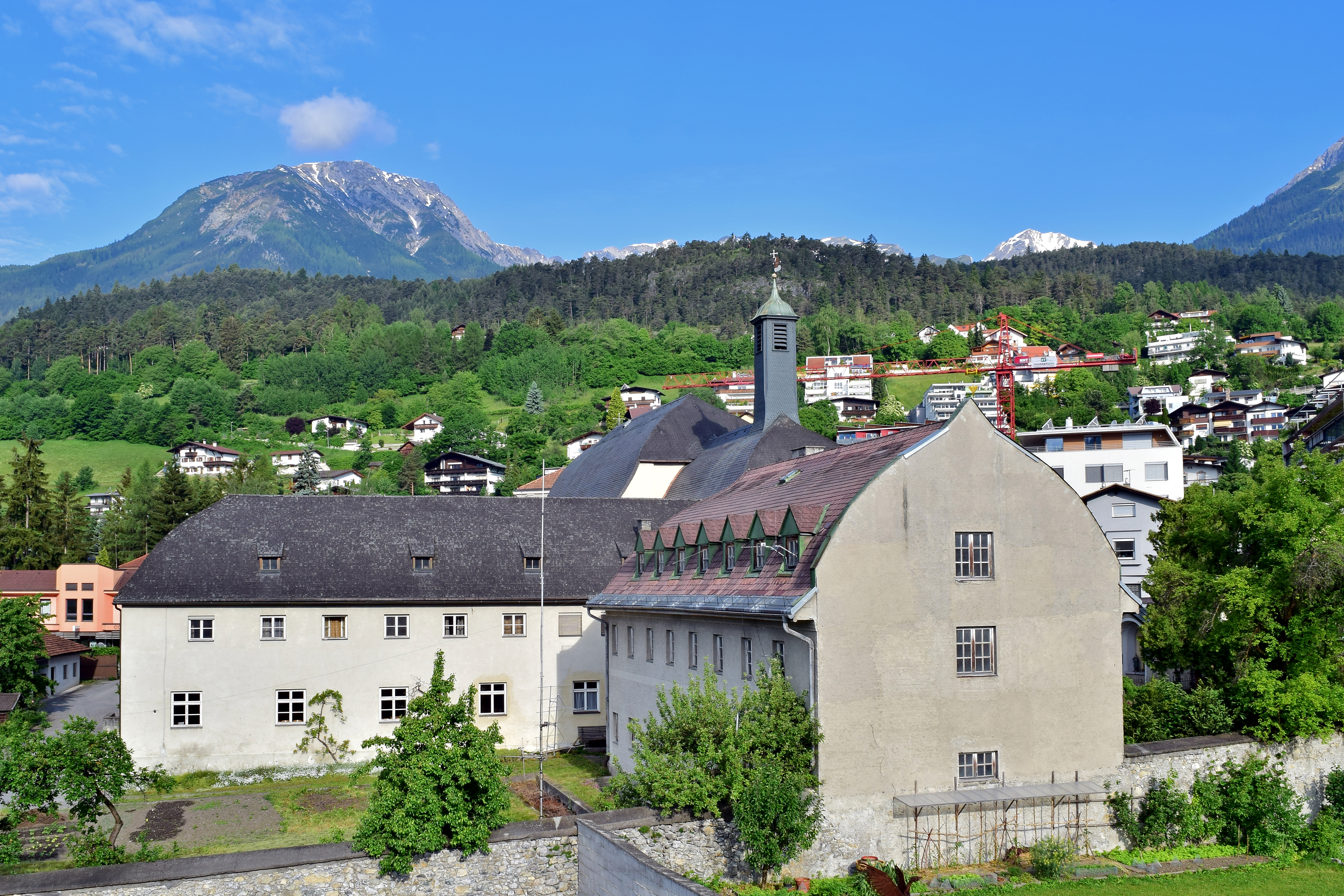
Kapuzinerkirche und Kapuzinerkloster in Imst

Das Kapuzinerkloster Imst war ein Kloster in der Stadt Imst in Tirol und gehörte zur Kapuzinerprovinz Österreich-Südtirol. Die Klosterkirche zum hl. Josef und das Kapuzinerkloster stehen unter Denkmalschutz.

## Geschichte
Seit 1665 waren Kapuziner regelmäßig für Fastenpredigten und Beichten in Imst. 1673 bemühten sich Berg- und Landgericht und Gemeinde Imst um die Errichtung eines Kapuzinerklosters, was noch im selben Jahr von Kaiser Leopold I. genehmigt wurde. Im Juni 1674 bezogen die ersten Patres ein Haus in der Nähe der Johanneskirche. Nach langen Verhandlungen wurde am 8. Oktober 1679 der Grundstein für Kirche und Kloster gelegt, dank einer Stiftung von Peter Tasch, dem aus Imst gebürtigen Bürgermeister von Hall. 1681 wurde die Kirche benediziert, am 3. Mai 1682 wurden Kirche und Kloster vom Brixner Weihbischof Wilhelm von Vintler geweiht.
Im 17. und 18. Jahrhundert waren die Kapuziner in der Seelsorge sehr aktiv, unter Joseph II. wurde die Zahl der Patres sogar auf 18 erhöht. 1822 wurden Kirche und Kloster beim Stadtbrand zerstört und anschließend wieder aufgebaut. 1825 wurde die Kirche neu geweiht. 1963/64 wurden Kirche und Kloster durch Hans und Ingo Feßler umgestaltet.
Im September 2016 wurde das Kloster aufgelassen. Die Seelsorge in der Klosterkirche wird durch die Diözese Innsbruck weitergeführt. Das Kloster wird seit 2016 von der Caritas Tirol genutzt.

## Klosterkirche

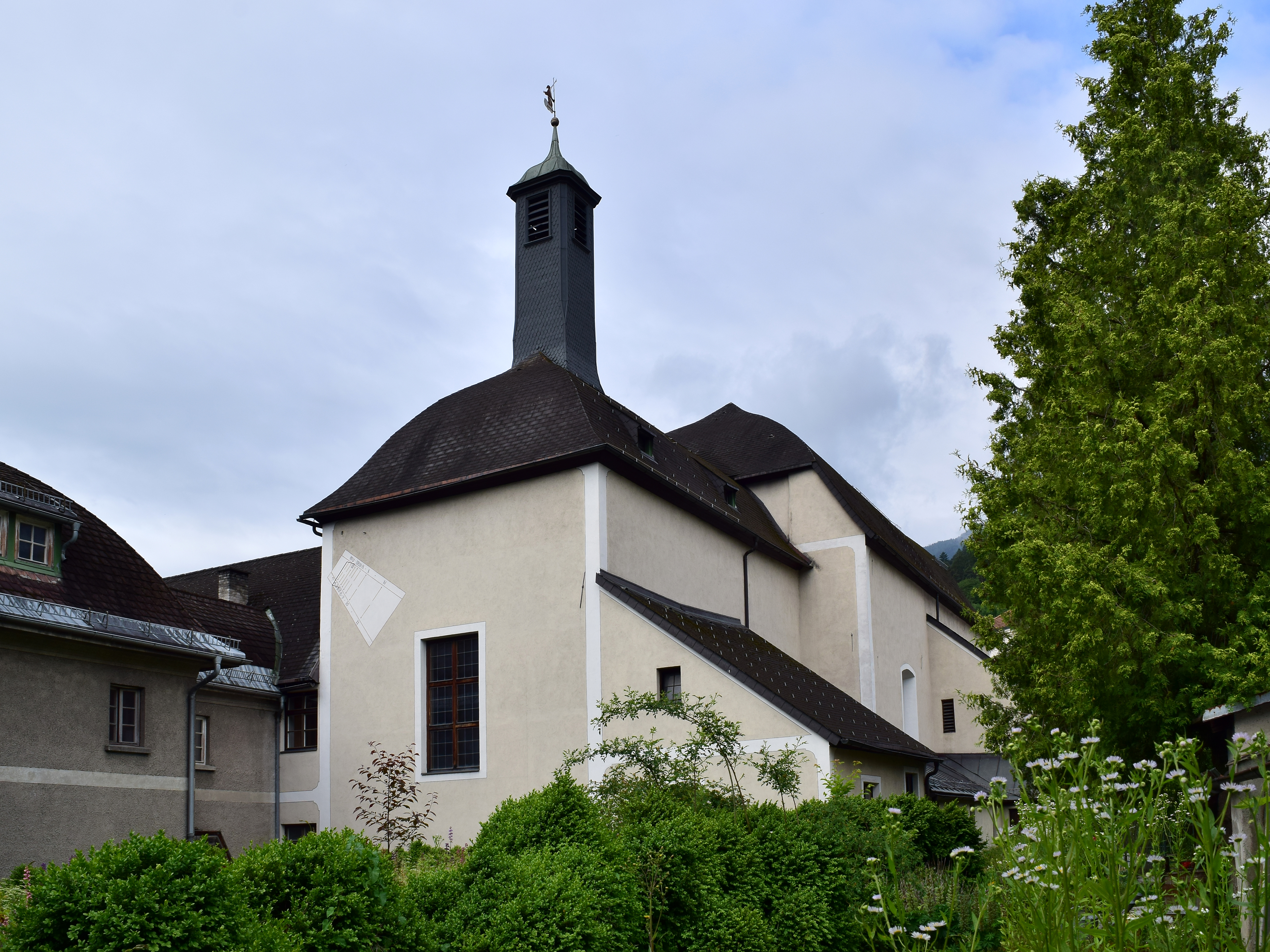
Die Klosterkirche von Osten

### Architektur
Der schlichte Kirchenbau mit einem geschweiften Satteldach hat einen Dachreiter auf dem eingezogenen niedrigeren Chor. An das Langhaus unter einem Tonnengewölbe schließt der Chor mit einem Tonnengewölbe und einem geraden Schluss. Nordseitig am Langhaus ist die tonnengewölbte Marienkapelle angebaut. Die hölzerne Westempore wurde im 19. Jahrhundert eingefügt.

### Ausstattung
Die Aufbauten des Hochaltars aus dem 19. Jahrhundert stammen vermutlich vom Laienbruder Günther Krahbichler, der auch die Holzvertäfelung des Kirchenschiffs schuf. Der Tabernakel ist aufwändig mit vier Nischen mit großen Engelreliefs gestaltet. Das Altarblatt Ruhe auf der Flucht malte Josef Kranewitter 1794. Der linke Seitenaltar zeigt das barocke Altarbild Maria mit dem heiligen Antonius vom Anfang des 18. Jahrhunderts.
Das lebensgroße Kruzifix an der rechten Seitenwand schuf Peter Paul Holzknecht aus Ötz 1823, vollendet wurde es von Franz Seraphikus Nißl. In der Marienkapelle steht eine Statue der Immaculata von Johann Baptist Pendl.
Im Kirchenraum verteilt hängen sechs große Leinwandbilder aus dem Kapuzinerkloster Innsbruck aus dem ersten Viertel des 18. Jahrhunderts mit den Themen Christus am Ölberg, Geißelung Christi, Dornenkrönung, Kreuztragung Christi, Kreuzigung Christi und Grablegung Christi, gemalt von Josef Anton Funk, die hierher übertragen wurden.

## Kloster
Das um 1680 errichtete und nach dem Brand von 1822 wiederaufgebaute Klostergebäude wurde um 1928 mit dem Zubau eines Noviziatsgebäudes versehen und 1963/1964 umgebaut. Es ist ein einfacher, zweigeschoßiger Bau mit klarer Gliederung, der um einen Innenhof angelegt ist.

## Eremitage

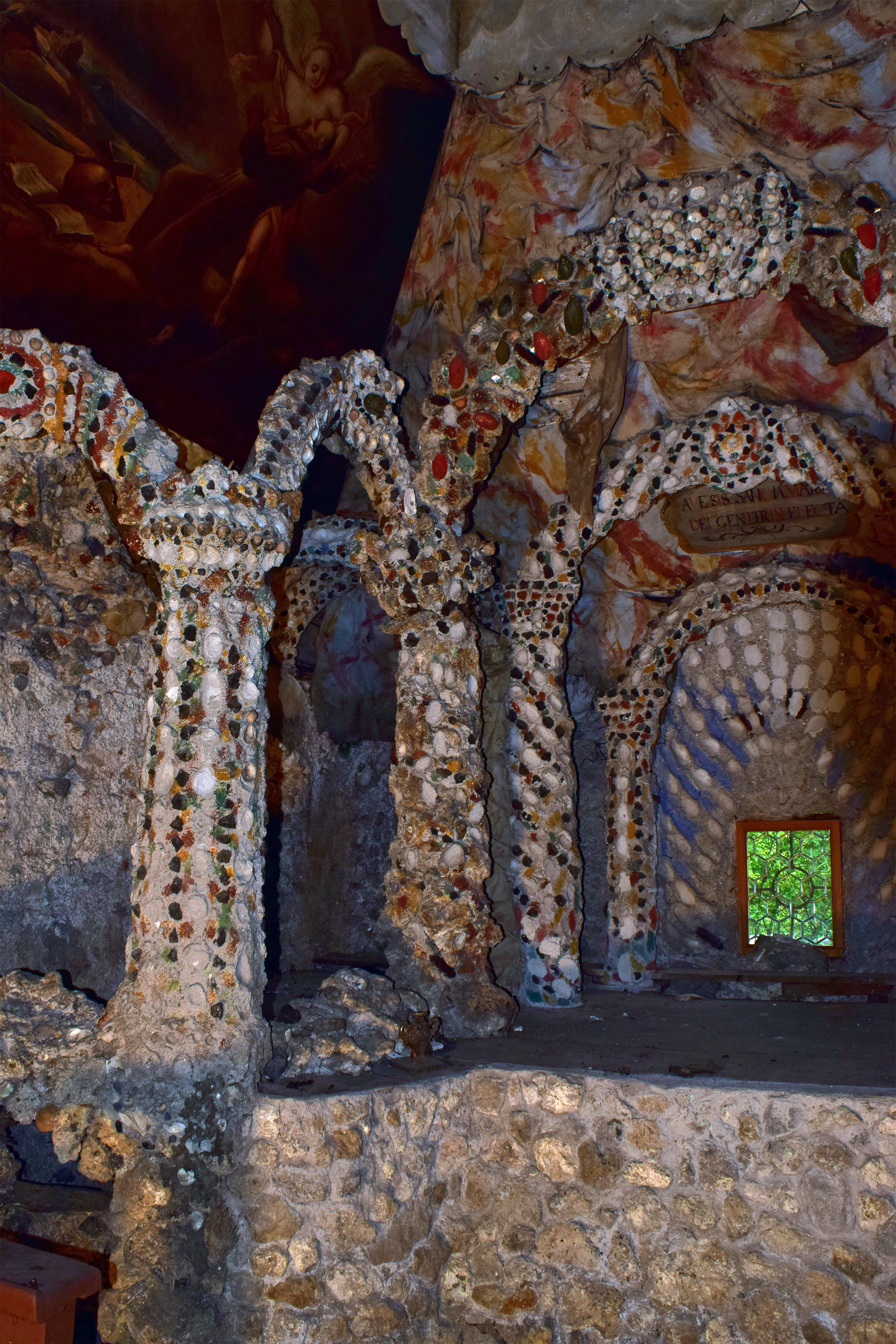
Innenraum der Eremitage

In der südwestlichen Ecke des Klostergartens steht die 1763 erbaute Eremitage. Der quadratische barocke Kapellenbau ist mit einem flachen, schindelgedeckten Pyramidendach mit Laterne sowie Rundbogenblendnischen an den Seitenwänden versehen. Im Inneren befinden sich freistehende, gemauerte Arkaden, die mit bunten Steinen, Schnecken und Muscheln dekoriert sind und kulissenartig den Altar umrahmen. Das Antependium des Altars ist mit Baumrinden geschmückt. Die Eremitage steht unter Denkmalschutz.